# AZ (rapper)
Anthony Cruz, mais conhecido pelo seu nome artístico AZ (Brooklyn, 9 de março de 1972) é um rapper estadunidense. Ele é mais conhecido por ser um frequente colaborador do rapper Nas e fazer parte do grupo The Firm, também é considerado um dos rappers mais subestimado de sempre.

## Discografia

### Álbuns de estúdio
- Doe or Die (1995)
- Pieces of a Man (1998)
- 9 Lives (2001)
- Aziatic (2002)
- A.W.O.L. (2005)
- The Format (2006)
- Undeniable (2008)
- Doe or Die 2 (2021)

### Álbuns em colaboração
- The Firm: The Album (com The Firm) (1997)

### Mixtapes & álbuns de compilação
- S.O.S.A. (Save Our Streets AZ) (2000)
- Decade 1994–2004 (2004)
- The Memphis Sessions: The Remix-Tape (2007)
- Final Call (The Lost Tapes) (2008)
- N.4.L (Niggaz 4 Life) With DJ Absolut (2008)
- Anthology (B-Sides & Unreleased) (2008)
- Legendary (2009)
- G.O.D. (Gold, Oil & Diamonds) (2009)

### Participações
- 1992: "Understanding" Nas Pre-Illmatic Demo Tape
- 1994: "The Genesis", "Life's A Bitch" Nas Illmatic
- 1995: "Wake Up Show Anthem" With Big L, Chino XL, Doug E. Fresh & Masta Ace Sway & King Tech Wake Up Show 2
- 1996: "A+Z" A+ The Latch-Key Child
- 1996: "When The Cheering Stops" With Zhané, Ray Buchanan & Scott Galbraith (from NFL Jams (Import))
- 1996: "Lady [DJ Premier Remix]" D'Angelo Lady 12"
- 1996: "Album Intro", "Affirmative Action" With Foxy Brown & Cormega Nas It Was Written
- 1996: "La Familia" Foxy Brown I'll Be 12"
- 1996: "I Miss U [Come Back Home Remix]" Monifah Moods… Moments LP/ Miss U 12"/You 12"
- 1996: "Something About You (Darkchild Remix)" New Edition single
- 1998: "Head Over Heels [Trackmaster's Remix]" Allure Head Over Heels 12"
- 1998: "Rock Me [JD Remix]" V.A.[desambiguação necessária] Caught Up OST
- 1998: "Promises" With LaTocha Scott Of Xscape & Ray Buchanan (from NFL Jams (Intersound))
- 1999: "Let's Live" With Animal The Union Hard Labor
- 1999: "24/7 [Remix]" Kevon Edmonds 24/7 12"
- 1999: "Thug Connection" With Kool G Rap Papoose Alphabetical Slaughter 12"
- 2000: "Takin' Ova Da Streets" The Bleach Brothers Takin' Ova Da Streets 12"
- 2000: "Groove On [Remix]" Half-A-Mil Groove On 12"
- 2000: "Quiet Money" Half-A-Mil Million
- 2000: "Quiet Money [Blood Money]" With Animal & Half-A-Mil The Union Organized Rhymes
- 2000: "It's War" DJ Skribble Traffic Jams
- 2001: "Layaway" Jon B. Pleasures U Like
- 2001: "The Flyest" Nas Stillmatic
- 2002: "Holla Back" With Nawz & Tito Kool G Rap The Giancana Story
- 2002: "Keep On Lovin' You [Remix]" Dave Hollister Keep On Lovin' You 12"
- 2004: "Redemption" Cormega Legal Hustle
- 2006: "Professional Style" The Alchemist Chemistry Files
- 2006: "The Hardest Pt. I" Styles P The Ghost Sessions - Mixtape
- 2007: "No Holding Back" With Cormega Statik Selektah Spell My Name Right: The Album
- 2007: "Who Am I?" with Cormega & Nature Cormega Who Am I?: The Soundtrack
- 2008: "Too Real" Foxy Brown Brooklyn's Don Diva
- 2008: "It's So Hard" with Ali Vegas, Styles P & Danny McClane
- 2008: "Road To Success" ASN
- 2008: "On The Road" ASN With Keisha Shontelle & Fuc That
- 2009: "Harbormasters" with Ghostface Killah & Inspectah Deck Chamber Music
- 2009: "D.O.A." (Death of Autotune) [Remix]" Jay-Z
- 2009: "Times Change Values Don't" Nufsed & Rick Habana The Prospect
- 2010: "Feel My Pain" Doe or Die 2
- 2010: "Under Pressure" T-Bizzy - Lost In Translation Mixtape
- 2010: "Starvin' Belly" Mixtape hosted by AZ [56 & Runnin' ENT.]
- 2010: "Winner" Black Sheep From the Black Pool of Genius